# アディス・アベベ
アディス・アベベ（英: Addis Abebe、1970年9月5日 - ）は、エチオピアの陸上競技選手。専門は長距離走。1992年バルセロナオリンピック男子10000m銅メダリスト。
バルセロナオリンピック10000mでは28分00秒07の記録でハリド・スカー、リチャード・チェリモに次ぐ3位となり銅メダルを獲得した。1989年6月29日にヘルシンキで行われた競技会の10000mでは27分17秒82を記録。当時のジュニア世界記録になった。それまでの世界記録はフェルナンド・マメーデが1984年7月に記録した27分13秒81であった。
アディス・アベベという名が祖国エチオピアの首都アディスアベバと似ていることで知られている。彼の名であるアディス（Addis）は「新しい」を意味する。姓であるアベベ（Abebe）は「咲き誇る」を意味し、一方で首都アディスアベバのアババ（AbabaもしくはAbeba）は「花」を意味する。これらの単語はセム語を起源としている。

## 主な戦績
| 年度 | 大会名                     | 開催地                        | 順位 | 種目           |
| ---- | -------------------------- | ----------------------------- | ---- | -------------- |
| 1988 | 世界ジュニア陸上競技選手権 | サドバリー（ カナダ）         | 3位  | 5000m          |
| 1988 | 世界ジュニア陸上競技選手権 | サドバリー（ カナダ）         | 優勝 | 10000m         |
| 1989 | 世界クロスカントリー選手権 | スタヴァンゲル（ ノルウェー） | 優勝 | ジュニア       |
| 1989 | アフリカ陸上競技選手権     | ラゴス（ ナイジェリア）       | 2位  | 5000m          |
| 1989 | アフリカ陸上競技選手権     | ラゴス（ ナイジェリア）       | 優勝 | 10000m         |
| 1990 | アフリカ陸上競技選手権     | カイロ（ エジプト）           | 3位  | 10000m         |
| 1991 | 世界クロスカントリー選手権 | アントワープ（ オランダ）     | 9位  | ロング         |
| 1991 | 世界陸上競技選手権         | 東京（ 日本）                 | 13位 | 10000m         |
| 1992 | バルセロナオリンピック     | バルセロナ（ スペイン）       | 3位  | 10000m         |
| 1992 | IAAFワールドカップ         | ハバナ（ キューバ）           | 優勝 | 10000m         |
| 1998 | 世界ハーフマラソン選手権   | チューリッヒ（ スイス）       | 29位 | ハーフマラソン |

### 記録
- 5000m - 13分58秒08（1988年）
- 10000m - 27分17秒82（1989年）
- ハーフマラソン - 1時間02分40秒（1998年）

## 参考資料・外部リンク
- アディス・アベベ - ワールドアスレティックスのプロフィール（英語）
- アディス・アベベ - Olympedia（英語）